# Richard Attwood
Richard Attwood (n. 4 aprilie 1940, Wolverhampton, Anglia, Regatul Unit) este un fost pilot de Formula 1. De-a lungul carierei a luat startul în 16 curse, niciuna din pole-position. Nu a câștigat nicio cursă și a terminat o singură dată pe podium, acumulând 11 puncte în întreaga activitate ca pilot de Formula 1.